# 阿尔弗雷德·维尔纳
阿尔弗雷德·维尔纳（1866年12月12日—1919年11月15日），是一位瑞士化学家。曾經是蘇黎世聯邦理工學院的學生，也是蘇黎世大學的教授。1913年，以提出過渡金屬複合物的八面體幾何結構而获得了诺贝尔化学奖。他打下了現代配位化合物的基礎，他同時也是第一個獲得诺贝尔化学奖的無機化學家。

## 生平

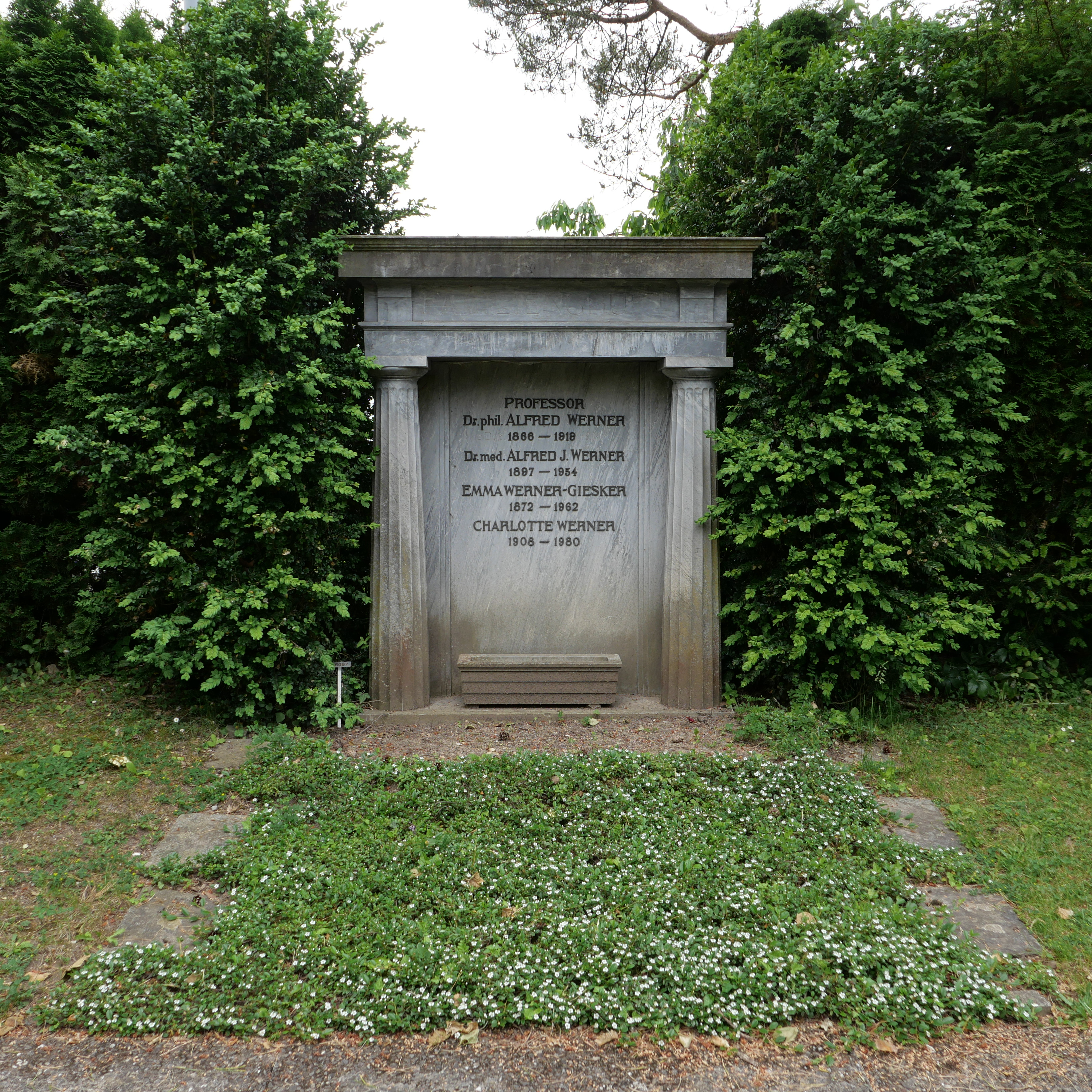
苏黎世的家族墓地

1866年，維爾納出生於阿爾薩斯的米盧斯，他是虔誠的羅馬公教會教徒。他到瑞士的蘇黎世聯邦理工學院學習化學，也在1890年於此得到博士學位。1892年，結束他在巴黎的研究後，維爾納回到蘇黎世聯邦理工學院教授化學。1893年，維爾納到蘇黎世大學工作並且在1895年晉升為教授，在這一年，他也成為了瑞士公民。

## 研究

### 配位化學
1893年，維爾納是第一位提出複合離子配位化合物的正確結構的化學家，其過渡中心的金屬原子被中性或陰性配體所包圍。例如鈷可以形成一個複雜的複合體三氯化六氨合鈷（化學式：CoCl3•6NH3），但這個表示方法並不能確定這個複合體是怎麼構成的。因此維爾納提出了[Co(NH3)6]Cl3，這個結構式表示Co3+離子在八面體的頂點被6個NH3所包圍，而3個Cl-則解離成自由離子，維爾納以測量水溶液中化合物的導電性及氯離子和硝酸銀的沉澱分析證實了他的理論。之後，維爾納的[Co(NH3)6]結構式也被磁化率的分析證明了其化學性質。
對於含有一種以上的配體的複合物，維爾納闡明了其同分異構物的數量。例如，他解釋了兩個四胺的同分異構物（Co(NH3)4Cl3），他認為這是兩個幾何異構體，結構式為[Co(NH3)4Cl2]Cl，以電導率的測量證明了其中一個氯離子被分離，而鈷原子則在八面體的頂點被4個NH3和兩個氯配體所包圍。反式的兩個氯配體（見圖中綠色圓圈）在相反位置；順式的則在相鄰位置。
維爾納也製備光學異構體的複合物，在1914年他發表了第一個人工合成的無碳手性化合物：[Co(Co(NH3)4(OH)2)3]Br6。

### 價的性質
在維爾納之前的化學家，以鍵的數量定義元素的價數而沒有考慮到鍵的性質。然而，以[Co(NH3)6]Cl3作為例子，維爾納認為長距離的Co-Cl鍵是主要價且價數為3；而較短距離的Co-NH3鍵則是次要價且價數為6，他將這個數字定義為直接連結到中心金屬原子的分子數的配位數。在其他複合物，他也發現了4或8的配位數。
其他相似的看法有1904年理查德·阿貝格所提出的阿貝格原則，他指出一個元素的最大正負價差為8。這個原則在1916年時被吉爾伯特·路易斯用來證明他所提出的立方原子的八隅體規則。
在現代用詞上，維爾納所提出的主要價數對應為氧化數；次要價數則對應為配位數。[Co(NH3)6]Cl3的Co-Cl鍵是離子鍵；Co-NH3鍵則是作為路易斯酸的Co3+及作為路易斯鹼的NH3所形成的配位共價鍵。

## 連結
- （页面存档备份，存于） 诺贝尔官方网站关于阿尔弗雷德·维尔纳传记